# Physothorax bicolor
Physothorax bicolor är en stekelart som först beskrevs av Mayr 1885.  Physothorax bicolor ingår i släktet Physothorax och familjen gallglanssteklar. Inga underarter finns listade i Catalogue of Life.